# Miley Cyrus & Her Dead Petz
Miley Cyrus & Her Dead Petz ist das fünfte Studioalbum der US-amerikanischen Sängerin Miley Cyrus. Es erschien am 30. August 2015 kostenlos auf der Streaming-Plattform SoundCloud und erhielt durchschnittliche bis positive Kritiken. Cyrus schrieb alle Songs des Albums selbst und produzierte auch die meisten.

## Hintergrund
Cyrus kündigte bereits kurz nach der Veröffentlichung ihres vierten Studioalbums Bangerz an, dass sie an einem neuen arbeitete. Bei den MTV Video Music Awards 2014 sagte sie allerdings, dass es bis zu fünf Jahre dauern könne, bis das Album erscheine. Die Veröffentlichung von Miley Cyrus & Her Dead Petz kündigte sie am 30. August 2015 bei den MTV Video Music Awards 2015, die sie moderierte, an. Zuvor trat Cyrus mit dem Lied Dooo It! auf.

## Musikalischer Stil
Mit dem Album schlug sie  eine für sie neue musikalische Richtung ein, die ähnlich wie die von The Flaming Lips, mit denen sie an dem Projekt gemeinsam arbeitete, überwiegend psychedelische Einflüsse hat. Jedoch lässt es sich immer noch als Popmusik einordnen. Cyrus versuchte sich an verschiedenen Musikstilen, die sie innerhalb der Lieder miteinander vermischte.

## Titelliste
| #   | Titel                                         | Autoren                                                             | Länge |
| --- | --------------------------------------------- | ------------------------------------------------------------------- | ----- |
| 1.  | Dooo It!                                      | Miley Cyrus, Wayne Coyne, Steven Drozd, Dennis Coyne                | 3:35  |
| 2.  | Karen Don’t Be Sad                            | Miley Cyrus, Wayne Coyne, Steven Drozd                              | 4:52  |
| 3.  | The Floyd Song (Sunrise)                      | Miley Cyrus, Wayne Coyne, Steven Drozd, Dennis Coyne                | 5:16  |
| 4.  | Something About Space Dude                    | Miley Cyrus, Wayne Coyne, Steven Drozd, Dennis Coyne, Derek Brown   | 3:28  |
| 5.  | Space Boots                                   | Miley Cyrus                                                         | 4:39  |
| 6.  | Fuckin Fucked Up                              | Miley Cyrus, Dennis Coyne                                           | 0:50  |
| 7.  | BB Talk                                       | Miley Cyrus                                                         | 4:32  |
| 8.  | Fweaky                                        | Miley Cyrus                                                         | 3:47  |
| 9.  | Bang Me Box                                   | Miley Cyrus                                                         | 3:41  |
| 10. | Milky Milky Milk                              | Miley Cyrus, Wayne Coyne, Steven Drozd, Dennis Coyne                | 4:47  |
| 11. | Slab of Butter (Scorpion) (mit Sarah Barthel) | Miley Cyrus, Wayne Coyne, Steven Drozd, Dennis Coyne                | 5:01  |
| 12. | I’m So Drunk                                  | Miley Cyrus                                                         | 0:46  |
| 13. | I Forgive Yiew                                | Miley Cyrus, Sam Hook                                               | 3:14  |
| 14. | I Get So Scared                               | Miley Cyrus                                                         | 3:53  |
| 15. | Lighter                                       | Miley Cyrus                                                         | 5:19  |
| 16. | Tangerine (mit Big Sean)                      | Miley Cyrus, Wayne Coyne, Steven Drozd, Dennis Coyne, Sean Anderson | 5:05  |
| 17. | Tiger Dreams (mit Ariel Pink)                 | Miley Cyrus, Wayne Coyne, Steven Drozd                              | 5:52  |
| 18. | Evil Is But a Shadow                          | Miley Cyrus, Wayne Coyne, Steven Drozd, Dennis Coyne, Derek Brown   | 4:35  |
| 19. | Cyrus Skies                                   | Miley Cyrus, Wayne Coyne, Steven Drozd                              | 5:33  |
| 20. | 1 Sun                                         | Miley Cyrus                                                         | 3:59  |
| 21. | Miley Tibetan Bowlzzz                         | Miley Cyrus, Steven Drozd                                           | 2:09  |
| 22. | Pablow the Blowfish                           | Miley Cyrus                                                         | 3:30  |
| 23. | Twinkle Song                                  | Miley Cyrus                                                         | 3:43  |